# Machete Kills
Machete Kills es una película estadounidense de acción y ciencia ficción de 2013. Fue lanzada como secuela del filme que dio inicio a la saga Machete. Fue escrita por Kyle Ward y dirigida y producida por Robert Rodriguez junto a Sergei Bespalov, Aaron Kaufman y Alexander Rodnyansky. Al igual que su antecesora, está protagonizada por Danny Trejo y Michelle Rodriguez, también cuenta con la participación especial de la cantautora Lady Gaga, Sofía Vergara, Mary Elizabeth Winstead, Mel Gibson, Antonio Banderas, Vanessa Hudgens, Jessica Alba, Charlie Sheen, Demián Bichir y Amber Heard.
Con una recepción crítica en su mayoría negativa, Machete Kills recaudó la suma de $18.273.009, esto como ganancias mundiales en taquilla más la cantidad de $6.659.979 por sus ventas en formato DVD y Blu-Ray.
A diferencia de la película anterior, esta entrega se sumerge en el humor negro y la autoparodia.

## Promoción
La promoción de la película se desarrolló con variantes cortos filtrados en el canal oficial del filme. La distribución de Machete Kills estuvo acompañada por el tema «Aura» de Lady Gaga, misma que prestó su actuación para un personaje en el film, cabe señalar que la cantante también estrenó su canción con un vídeo, que consistía en escenas mezcladas de Machete Kills y la letra del tema.

## Reparto
- Danny Trejo como Machete Cortez.
- Michelle Rodriguez como Luz / Shé.
- Mel Gibson como Luther Voz.
- Demián Bichir como Marcos Méndez.
- Charlie Sheen como Rathcock, el presidente de los Estados Unidos.
- Amber Heard como Blanca Vásquez / Miss San Antonio.
- Sofía Vergara como Madame Desdémona.
- Antonio Banderas como la cuarta cara de El Camaleón.
- Lady Gaga como la tercera cara de El Camaleón.
- Cuba Gooding Jr. como la segunda cara de El Camaleón.
- William Sadler como Sheriff Doakes.
- Walton Goggins como la primera cara de El Camaleón.
- Jessica Alba como Sartana Rivera.
- Alexa Vega como KillJoy.
- Vanessa Hudgens como Cereza.
- Marko Zaror como Zaror.
- Tom Savini como Osiris Amanpour.
- Electra y Elise Avellán como la enfermera Mona y la enfermera Lisa.

## Curiosidades
- En una escena aparece Sofía Vergara "Madame Desdémona" con sus armas, una de ellas parecida a los genitales de un varón; es la misma que utilizó el actor Tom Savini (interpretando al personaje Osiris Amanpour) en la película From Dusk Till Dawn (Del crepúsculo al amanecer), y también Antonio Banderas en la película Desperado, las cuales fueron dirigidas por el mismo Robert Rodriguez.
- En los créditos iniciales de la película, a Charlie Sheen se le acredita como Carlos Estévez, su nombre real.
- Al final de la película aparece Elon Musk haciendo de sí mismo deseando un buen viaje a Machete antes de que este suba a un cohete Falcon de SpaceX.